# Escuela Juilliard
Escuela Juilliard (en inglés: The Juilliard School) es un conservatorio de artes situado en Nueva York, Estados Unidos. Se le identifica informalmente como Juilliard, e instruye en música, danza y teatro. Situada en el Lincoln Center, la escuela instruye a cerca de 800 estudiantes de pregrado y de grado. Es conocida como una de las instituciones de educación superior más prestigiosas con la tasa de admisión más baja de los Estados Unidos y del mundo.

## Historia

### Primeros Años: 1905-1945
En 1905; el Instituto del Arte Musical fue fundada y estaba ubicada entre la Fifth Avenue y la 12th Street por Frank Damrosch. En su primer año, el instituto tenía 500 estudiantes. Se trasladó en 1910 a Claremont Avenue, cerca de la Universidad de Columbia. En 1920, se creó la Fundación Juilliard, llamada así por el mercader textil Augustus Juilliard, quien aportó una cantidad sustancial de dinero destinado al avance de la música en Estados Unidos. Establecida en 1924, la fundación de la Escuela de Graduación Juilliard se unió con el Instituto de Arte Musical dos años después.
En 1943, las becas completas para los estudiantes de la Escuela de Graduación Juilliard fueron extendidas a los que vienen de América de Sur.

### Expansión y crecimiento: 1946-1989
Alrededor de 1946, las dos escuelas juntas se llamaron The Juilliard School of Music. El presidente de la escuela en aquel tiempo era William Schuman, el primer ganador del Premio Pulitzer de composición musical. Ese año, el Cuarteto Juilliard fue creado por Schuman y rápidamente estableció un reputación internacional como de los mejores grupos de música clásica de los Estados Unidos. En 1946, la escuela tenía más de 1.800 estudiantes, con más de 500 soportados por el G.I. Bill. Dos años después, el número fue cerca de 1.100 estudiantes en total.
La escuela se ramificó gradualmente, añadiendo primero una división de danza en 1951. Desde el principio, el programa estaba destinado a colaborar con el departamento de música en formas como producciones. En 1957 después de ocho meses de conferencias, fue anunciado que La Escuela de Música Juilliard se mudará a Lincoln Center. El centro cubriría el costo del edificio y luego arrendarlo a la escuela. El edificio fue diseñado principalmente por Pietro Belluschi con asociados Eduardo Catalano y Helge Westermann.   
En 1962, Schumann convirtió en el nuevo presidente de Lincon Center, y compositor Peter Mennin fue designado como el nuevo presidente de la Escuela de Música Juilliard. La división de drama fue añadiendo en 1968. En 26 de octubre de 1969, la ceremonia de dedicación del nuevo edificio en Lincoln Center tuvo lugar también con un concierto en Alice Tully Hall con la Orquesta de Juilliard debajo Leopold Stokowski y Jean Morel, y soloistas Itzhak Perlman, Shirley Verrett, y Van Cliburn. El nombre de la escuela fue cortado a simplemente la Escuela Juilliard (en inglés: The Juilliard School).

### Modernización: 1990-presente
Durante el principio de la década de 1990, había muchas recortes presupuestarios en educación de música entre escuelas públicas en Nueva York, la mayoría de los cuales sirven a comunidades subrepresentadas. En 1991, Presidente Polisi tenía la idea de creando el Programa de Avance Musical (en inglés: Music Advancement Program, MAP) para ayudar a los que se vieron afectados por los recortes. Ese año, 40 estudiantes a través de Manhattan, Brooklyn, Queens, y el Bronx fueron elegidos a participar en el programa. 
Como resultado de los mismos recortes y otros cambios en la escena de música en Nueva York y en el mundo, muchos cambios tuvieron lugar para mejorar Juilliard. Entre 1990 y 1993, departamentos individuales para todos los instrumentos y voz fueron establecidos, la Residencia Merideth Wilson fue construido a lado de la escuela, los salarios para maestros fueron aumentados, y la escuela esperó aceptar menos gente y hacer un corto de 100 estudiantes eventualmente.
En 2001, la escuela estableció un programa de práctica de jazz. 
En 2006, Juilliard recibió una preciosa colección de manuscritos de música del multimillonario coleccionista Bruce Kovner, en la que estaban incluidos registros autógrafos, esbozos, pruebas enmendadas por el compositor y primeras ediciones de importantes trabajos de Mozart, Bach, Beethoven, Brahms, Schumann, Chopin, Schubert, Liszt, Ravel, Stravinsky, Copland y otros maestros del canon musical clásico. Muchos de los manuscritos habían permanecido guardados durante generaciones. Entre los artículos estaba el manuscrito del copista de la Novena Sinfonía de Beethoven, incluyendo las enmiendas manuscritas de Beethoven, el cual se usó para la primera presentación en Viena en 1824; los registros autógrafos de Mozart de los instrumentos de viento de la escena final de "Las bodas de Fígaro"; el arreglo de Beethoven de su monumental "Grosse fugue" para piano a cuatro manos; el borrador de trabajo de Schumann de su Sinfonía Número 2; y manuscritos de la Sinfonía Número 2 y del Concierto Número 2 para Piano de Brahms.
En 2015, la escuela anunció sus planes de crear otro campus en Tianjin, China para posgrados. La primera clase de estudiantes de la escuela comenzaron sus estudios en el otoño de 2020.
En diciembre de 2021, la escuela recibió $50 millones para su Programa de Avance Musical.

## Academia

### Divisiones

#### Universitario
La división de música es la división más grande de la escuela. La división ofrece grados como Título de grado en Música (BM) o Diploma de Licenciatura (BD), Maestría en Música (MM) o Diploma de Maestría (MD), Diploma de Artista (AD), y Doctorado de Artes Musicales (DMA). Las áreas de especialización incluyen instrumentos de metal (trompeta, trompa, trombón, y tuba), piano colaborativo, composición, guitarra, arpa, actuación histórica, estudios de jazz, dirección de orquesta, órgano, piano, instrumentos de cuerda (violín, viola, violonchelo, y contrabajo), voz, y instrumentos de viento-madera (flauta, oboe, clarinete, y fagot). Composición, dirección de orquesta, actuación histórica, y actuación histórica son solo para el nivel de Maestría.
La división de danza fue creado en 1951 debajo el dirección de Martha Hill. La división orfre un Título de grado en Bellas Artes (BFA). El plan de estudios tiene clases en ballet, danza contemporánea, y danza moderna.
La división de drama fue añadiendo en 1968. La división orfre un Título de grado en Bellas Artes (BFA) y un Maestría en Bellas Artes (MFA). También hay un programa para dramaturgos en el nivel de Maestría.

#### Preparatorio
El programa de Pre-Colega es para estudiantes de música entre ocho y dieciocho años de edad. El currículo tiene clases come lecciones privadas, orquesta, música de cámara, teoría de música, entrenamiento de oído y electivos.

#### Otros
Juilliard también ofrece un programa conjunto de titulación con Barnard y con el Columbia College de la Universidad de Columbia.

## Vida de estudiante

### Vida Residencial
En 1990, Juilliard abrió su residencia para estudiantes ubicado sobre el Samuel B. and David Rose Building. A finales de 1991, fue anunciado que el edificio sería renombrado en honor a compositor Meredith Willson como la Residencia Meredith Wilson (en inglés: Meredith Willson Residence Hall). En 1992, la ceremonia de renombrado tuvo lugar después de un concierto también dedicado a Willson.
El edificio tiene un salón, cocina, mercado, y una lavandería en el piso 11, una Clínica de Servicios de Salud y Consejería y un gimnasio en el piso 22, y cada piso tiene dos salas de práctica. 

## Graduados destacados

### Danza
- Brennan Clost, bailarín y actor
- Henning Rübsam, coreógrafo

### Teatro
- Adam Driver, actor
- Alan Tudyk, actor
- Anthony Mackie, actor
- Audra Mac Donald, actriz
- Bebe Neuwirth, actriz
- Christine Baranski, actriz
- Christopher Reeve, actor
- David Denman, actor
- David Corenswet, actor
- Elizabeth Reaser, actriz
- Eric Salvador, actor
- Finn Wittrock, actor
- Frances Conroy, actriz
- Gillian Jacobs, actriz
- Gregory Jbara, actor
- James Masters, actor
- Jennifer Carpenter, actriz
- Jessica Chastain, actriz
- Kelsey Grammer, actor
- Kevin Spacey, actor
- Laura Linney, actriz
- Luke MacFarlane, actor
- Marcia Cross, actriz
- Michael Urie, actor
- Michel Gill, actor
- Morena Baccarin, actriz
- Oscar Isaac, actor y músico
- Patti Lupone, actriz de Broadway
- Robin Williams, comediante y actor
- Samira Wiley, actriz
- Samuel Witwer, actor
- Sara Ramírez, cantante, actriz
- Tomas Gibsson, actor
- Val Kilmer, actor
- Viola Davis, actriz

### Música
- Alan Greenspan, exdirector del Federal Reserve Board
- Álvaro Dalmar, músico colombiano
- Charlie Palmieri Pianista y Director de orquesta
- Chick Corea, pianista de jazz
- Domingo García Flores, violinista  y presidente de la Orquesta Sinfónica de Venezuela
- David Garrett, violinista
- David Finckel, músico (Emerson String Quartet)
- David Bryan, músico y compositor (Bon Jovi)
- Eduardo Browne, músico
- Edvin Marton, violinista
- Enrique Batiz, director de orquesta
- Erin Howe, violinista
- Eric Whitacre, compositor
- Eugene Drucker, músico (Emerson String Quartet)
- Gerald Brown, músico Director Orquesta Sinfónica
- Germán Cáceres, director de sinfónica de El Salvador.
- Gualberto García, multinstrumentista (exmiembro de la formación sevillana Smash)
- Herschel Burke Gilbert, compositor
- Itzhak Perlman, violinista
- John Williams, compositor (Star Wars y Jurassic Park, entre muchas otras bandas sonoras)
- Johnny Pacheco, Flautista y arreglista, creador de La Fania All Stars
- Johnoscar N Villa, músico, piano.
- Jordan Rudess, músico (Dream Theater)
- Katherine Thomas, músico (The Great Kat)
- Lawrence Dutton, músico (Emerson String Quartet)
- Lew Soloff, compositor, actor y trompeta.
- Leo Brouwer, compositor, guitarrista y director de orquesta.
- Michael Kamen, músico, oboe
- Mark Snow, músico (Expediente X)
- Manny Laureano, principal trompeta (Orquesta de Minnesota)
- Martín Valdeschack, violinista
- Mateo Blanco, tenor
- Michel Camilo, pianista
- Miles Davis, trompetista
- Nigel Kennedy, violinista
- Nina Simone, compositora, pianista y cantante
- Philip Setzer, músico (Emerson String Quartet)
- Pinchas Zukerman, violinista
- Regina Orozco, soprano y vedette
- Renée Fleming, soprano
- Richie Ray, Pianista y Director de Orquesta.
- Rosalyn Tureck, pianista
- Sara Davis Buechner, pianista (Koch International)
- Sarah Brightman, soprano
- Sarah Chang, violinista
- Sergio Peña, pianista
- Sharon Kam, clarinetista
- Steve Reich, compositor (Minimalism)
- Tito Puente, Arreglista y percusionista.
- Tito Rodríguez, Cantante y Director de Orquesta.
- Tony Scotti, clarinetista de jazz
- Verónica Salas, violista  y  músico de Broadway (Phantom of the Opera (1986 musical))
- Verónica Villarroel, soprano, actriz
- Yo Yo Ma, músico, violonchelo
- Yoshihisa Hirano, músico
- Wynton Marsalis, trompetista